# Sundern (Bochum)

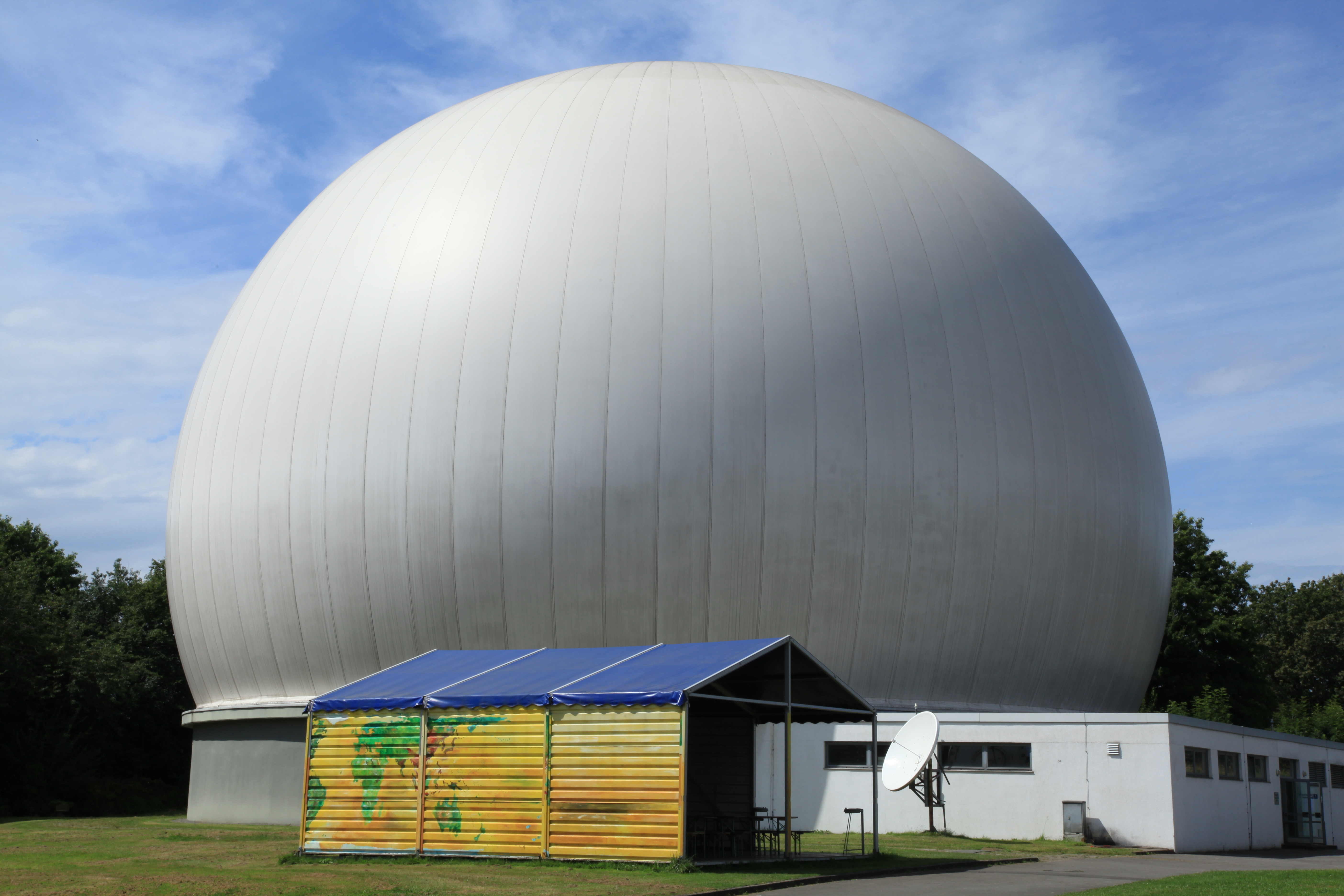
Bekannt für Sundern: Die Sternwarte Bochum

Sundern ist ein Ortsteil der Stadt Bochum im Ruhrgebiet und liegt im Südwesten der Stadt südlich des Weitmarer Holzes, angrenzend an den Ortsteil Weitmar-Mark und den Stadtteil Stiepel.

## Geschichte
Auf der ab 1931 erbauten Freilichtbühne für bis zu 6000 Zuschauer in Sundern am Wienkopp fanden bis Mitte der 1930er Jahre jährlich große Freilufttheaterspiele statt. Danach wurde sie für Veranstaltungen der NSDAP genutzt. Die nach dem Zweiten Weltkrieg wiederaufgebaute Bühne wurde in den 1950er-Jahren aus wirtschaftliche Gründen aufgegeben.
Während des Zweiten Weltkrieges suchten die Einwohner bei Luftangriffen im Luftschutzstollen am Wienkopp Schutz, nahe der früheren Freilichtbühne. Am 14. März 1945 schlugen zwei Bomben ein, die eine vor den Eingang, die andere in den Stollen. Von 150 Menschen starben 58 (darunter mindestens 12 Kinder), 20 wurden verwundet.
Bekannt wurde Sundern vor allem durch das Institut für Umwelt- und Zukunftsforschung/Sternwarte Bochum, welche aus der von Heinz Kaminski im Jahr 1946 gegründeten Volkssternwarte hervorging. Nach dem Start des ersten künstlichen Erdsatelliten am 4. September 1957, Sputnik 1, konnten dessen Signale am 7. Oktober 1957 in Bochum empfangen werde. Das folgende mediale Interesse machte Bochum und die Sternwarte weit über die Grenzen hinaus bekannt.

## Infrastruktur
Sundern ist durch die Buslinie 354 der Bogestra mit dem öffentlichen Personennahverkehr zu erreichen. Die Linie verkehrt werktags tagsüber im 30-Minuten-Takt und hält in Sundern an den Haltestellen Breukerholz, Sternwarte Bochum und Bochum Sundern.